# Resolutie 1190 Veiligheidsraad Verenigde Naties
Resolutie 1190 van de Veiligheidsraad van de Verenigde Naties werd unaniem door de VN-Veiligheidsraad aangenomen op 13 augustus 1998. De resolutie verlengde de MONUA-waarnemingsmissie in Angola met een maand.

## Achtergrond
Nadat Angola in 1975 onafhankelijk was geworden van Portugal keerden de verschillende onafhankelijkheidsbewegingen zich tegen elkaar om de macht. Onder meer Zuid-Afrika en Cuba bemoeiden zich in de burgeroorlog, tot ze zich in 1988 terugtrokken. De VN-missie UNAVEM I zag toe op het vertrek van de Cubanen. Een staakt-het-vuren volgde in 1990, en hiervoor werd de UNAVEM II-missie gestuurd. In 1991 werden akkoorden gesloten om democratische verkiezingen te houden die eveneens door UNAVEM II zouden worden waargenomen.

## Inhoud

### Waarnemingen
De Veiligheidsraad betreurde de verslechterende situatie in Angola, wat vooral werd veroorzaakt door UNITA dat haar verplichtingen onder het vredesakkoord niet nakwam. Recent waren wel stappen in de goede richting gezet om het vertrouwen te herstellen.

### Handelingen
Secretaris-generaal Kofi Annan ging een gezant naar Angola sturen om de situatie te bekijken en mogelijke acties te adviseren. Intussen werd het mandaat van de MONUA-waarnemingsmissie in het land verlengd tot 15 september.
Er werd geëist dat UNITA onmiddellijk aan haar verplichtingen voldeed. De voornaamste waren de volledige demobilisatie van haar troepen en de uitbreiding van het staatsgezag tot de in de door haar gecontroleerde gebieden.
De regering en UNITA werden opgeroepen de vijandige propaganda stop te zetten, geen nieuwe mijnen te leggen en niet langer soldaten gedwongen in te lijven. De regering werd ook gevraagd UNITA te respecteren als politieke partij.

## Verwante resoluties
- Resolutie 1176 Veiligheidsraad Verenigde Naties
- Resolutie 1180 Veiligheidsraad Verenigde Naties
- Resolutie 1195 Veiligheidsraad Verenigde Naties
- Resolutie 1202 Veiligheidsraad Verenigde Naties

Lijst ·  1147 ·  1148 ·  1149 ·  1150 ·  1151 ·  1152 ·  1153 ·  1154 ·  1155 ·  1156 ·  1157 ·  1158 ·  1159 ·  1160 ·  1161 ·  1162 ·  1163 ·  1164 ·  1165 ·  1166 ·  1167 ·  1168 ·  1169 ·  1170 ·  1171 ·  1172 ·  1173 ·  1174 ·  1175 ·  1176 ·  1177 ·  1178 ·  1179 ·  1180 ·  1181 ·  1182 ·  1183 ·  1184 ·  1185 ·  1186 ·  1187 ·  1188 ·  1189 ·  1190 ·  1191 ·  1192 ·  1193 ·  1194 ·  1195 ·  1196 ·  1197 ·  1198 ·  1199 ·  1200 ·  1201 ·  1202 ·  1203 ·  1204 ·  1205 ·  1206 ·  1207 ·  1208 ·  1209 ·  1210 ·  1211 ·  1212 ·  1213 ·  1214 ·  1215 ·  1216 ·  1217 ·  1218 ·  1219